# Смирнов, Леонид Андреевич
Леонид Андреевич Смирнов (род. 12 августа 1934, с. Дегтяриха, Костромская область) — советский и российский учёный-металлург, доктор технических наук, академик Российской академии наук, специалист в области комплексной переработки природнолегированного сырья и техногенных материалов. Лауреат двух Государственных премий СССР и Государственной премии РФ.

## Биография
- Окончил УПИ им. С. М. Кирова в 1957 г.
- С 1957 года работает в Уральском научно-исследовательском институте черных металлов — в настоящее время Государственный научный центр РФ ОАО «Уральский институт металлов». Директор с 1984 года[1].
- 7 декабря 1991 г. избран членом-корреспондентом Российской академии наук.
- 22 декабря 2011 г. избран академиком Российской академии наук.

## Награды
- Две Государственные премии СССР (1976, 1984)
- Государственная премия Российской Федерации «За создание и промышленное освоение ресурсосберегающей технологии конвертерного передела низкомарганцовистого чугуна» (1995)[2]
- Три премии Правительства Российской Федерации (2000, 2007, 2015)[3][4][5]
- Орден Трудового Красного Знамени (1971)[6]
- Орден Почёта (2002)[6]
- Премия имени И. П. Бардина (2004)[7]
- Почётный гражданин Свердловской области (09.08.2019)[8]